# 張啓藩
張啓藩（?—?），安徽省泗州直隸州人，清朝政治人物、進士出身。
光緒二十年（1894年），参加光緒甲午科殿試，登進士二甲53名。同年五月，改翰林院庶吉士。光緒二十四年四月，散館，授翰林院編修。